# Собор Святого Духа (Градец-Кралове)
Собор Святого Духа (чеш. Katedrála svatého Ducha) — католический храм в городе Градце-Кралове (Краловеградецкий край, Чехия), созданный в позднеготическом стиле. Собор является кафедральным храмом Краловеградецкого диоцеза.

## История
Согласно традиционной версии, храм был заложен в 1307 году вдовой чешского короля Вацлава II Элишкой Рыксой, однако новейшие исследования показали, что приходской костёл на месте нынешнего собора начали возводить уже с середины XIII века. Этот костёл был уничтожен пожаром в 1339 году, после чего началось его поэтапное восстановление. В 1339—1342 годах был воздвигнут нынешний пресбитерий и две башни, а строительство трёхнефной части храма и ризницы было закончено в 60-х годах XIV века.
В 1407 году костёл вновь пострадал от пожара. Восстановительные работы затянулись из-за гуситских войн и закончились лишь в 1463 году. В это время храм приобрёл вид псевдобазилики. В 1424 году в храме Святого Духа был погребён чешский полководец и национальный герой Ян Жижка. После гуситских войн собору потребовалось восстановление, которое было завершено в 1463 году. Новый пожар, случившийся в 1484 году, существенно повредил башни храма, которые при ремонте были надстроены в высоту и получили новые колокола (старые расплавились при пожаре). Колокола эти сохранились до наших дней и даже имеют имена: колокола на северной башне называются Орел (или Михаэль) и Доминик (или Леопольд), а колокола на южной башне — Жебрак и Клемент. Старейший из четырёх колоколов собора, называемый Леопольд (или Доминик) датируется 1485 годом. Величайший из колоколов собора, называемый Михаэль (или Орел), датируется 1496 годом, он весит 3847 кг, в диаметре достигает 176 см, а в высоту 132 см.
Храм ремонтировался и перестраивался несколько раз, в частности, после того как в 1639 году его разграбили и сожгли шведские войска. После учреждения в 1664 году диоцеза Градец-Кралове храм получил статус собора и был видоизменён в стиле барокко. В следующий раз собор был внешне обновлён в конце XVIII века. В 1864—1876 годах сам собор был реконструирован под руководством Франца Шморанца, а в 1901 году Людвик Лаблер перестроил башни. В 1980—1990 годах железная кровля собора была заменена на медную.
26 апреля 1997 году в честь тысячелетней годовщины мученической смерти Святого Войтеха собор посетил папа римский Иоанн Павел II.

## Описание
Собор представляет из себя трёхнефную кирпичную псевдобазилику с деталями из песчаника. Собор имеет доминирующий центральный неф, крестовые своды и длинный пресвитерий, к которому пристроены две башни. К северной стороне собора примыкает капитульная ризница в архитектурном стиле барокко, а к южной стороне так называемая Королевская прихожая в готическом стиле с великолепным сводом и деканской ризницей.
Длина собора 56 метров, ширина 25 метров, высота башен 48 метров.

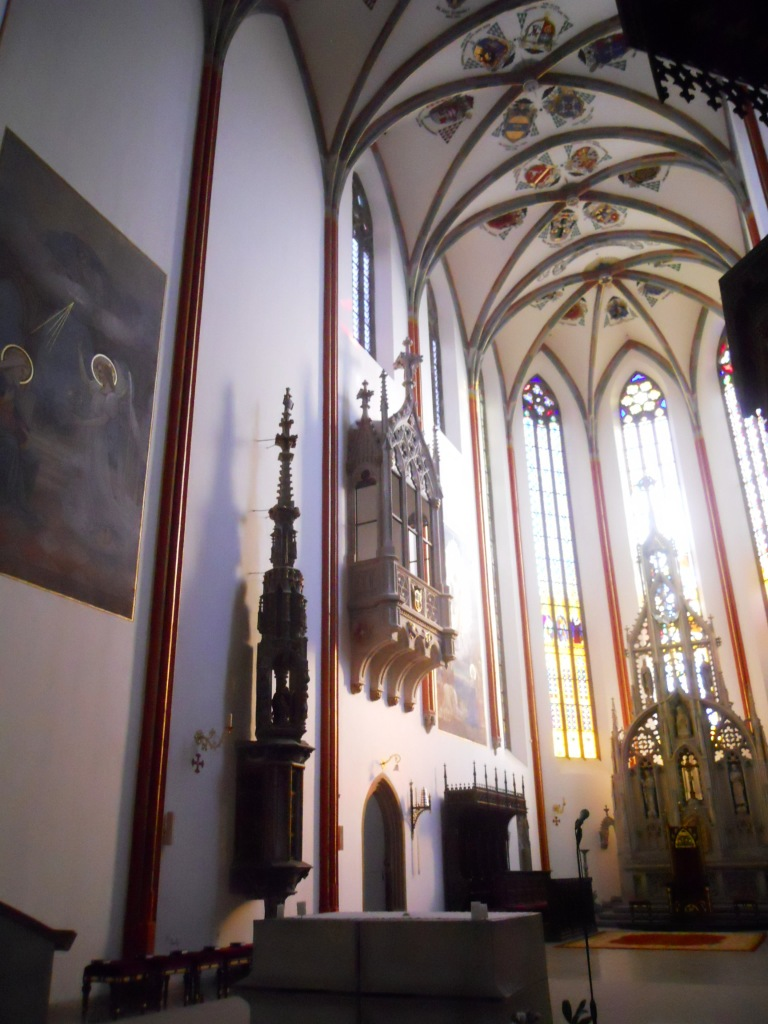
Интерьер собора.

Интерьер собора относится в основном к XIX веку, в частности, кафедра из песчаника украшена рельефами работы Йозефа Вацлава Мисльбека (ум. 1922 г.). На алтаре северного нефа находится образ Святого Антония Отшельника работы Петра Брандля, а на алтаре южного нефа — позднеготический марианский триптих, датируемый 1406 годом, старейший триптих в Чешской республике.